# Carlos Cariola
Carlos Cariola Villagrán (Santiago, 27 de septiembre de 1895 - 20 de agosto de 1960)  Fue abogado, periodista, fundador de la Sociedad de Autores Teatrales de Chile, escritor de cine y teatro, comentarista radial, actor y director de teatro, regidor de Santiago por el Partido Conservador, Presidente de la Asociación Central de Fútbol y Presidente de Colo-Colo.
En 1919 trabaja como periodista y crítico de arte en el diario La Unión de Valparaíso. En el cine debuta escribiendo el argumento de El hombre de acero en 1917.
Como dramaturgo algunas de sus obras más importantes son "Que vergüenza de familia", "Estos muchachos de 50 años" y "Entre gallos y media noche".
Fue fundador de la Sociedad de Autores Teatrales de Chile (SATCH).  El Teatro Cariola lleva su nombre por su contribución al teatro nacional.